# Kim Džong-nam
Kim Džong-nam, severnokorejski politik, * 10. marec 1971, Pjongjang, Severna Koreja, † 13. februar 2017, Kuala Lumpur, Malezija.
Rodil se je kot najstarejši sin severnokorejskega voditelja Kim Džong-ila. Vseskozi je bil velik kritik avtoritarnega režima svoje družine, zato je bil primoran živeti v izgnanstvu na Kitajskem.
Leta 2017 so Kima na letališču v Kuala Lumpurju ubili z živčnim strupom. Za umorom naj bi stal njegov mlajši brat Kim Džong-un.  